# Phyllachora perisporioides
Phyllachora perisporioides är en svampart som beskrevs av Sacc. 1891. Phyllachora perisporioides ingår i släktet Phyllachora och familjen Phyllachoraceae.   Inga underarter finns listade i Catalogue of Life.